# Heinz Imboden
Heinz Imboden (Bleienbach, Cantón de Berna, 4 de enero de 1962) fue un ciclista suizo, que fue profesional entre 1985 y 1996.

## Palmarés
1984
- Circuito de las Ardenas

1986
- Gran Premio Guillermo Tell, más 1 etapa

1989
- Gran Premio de Brissago

1990
- 1 etapa del Gran Premio Guillermo Tell

1991
- 2 etapas de la Vuelta a Suiza

1994
- 1 etapa de la Vuelta a Suiza

1995
- Giro del Trentino, más 1 etapa

## Resultados en Grandes Vueltas
Durante su carrera deportiva ha conseguido los siguientes puestos en las Grandes Vueltas:
| Carrera         | 1985 | 1986 | 1987 | 1988 | 1989 | 1990 | 1991 | 1992 | 1993 | 1994 | 1995 | 1996 |
| --------------- | ---- | ---- | ---- | ---- | ---- | ---- | ---- | ---- | ---- | ---- | ---- | ---- |
| Giro de Italia  | 70.º | 61.º | -    | -    | -    | -    | -    | -    | 17º  | Ab.  | 8º   | 50.º |
| Tour de Francia | -    | -    | Ab.  | -    | Ab.  | -    | -    | -    | -    | -    | -    | Ab.  |
| Vuelta a España | -    | -    | -    | -    | -    | -    | -    | -    | -    | -    | -    | -    |